# 리처드 헨리 리
리처드 헨리 리(Richard Henry Lee, 1732년 1월 20일 - 1794년 6월 19일)은 대영제국으로부터 독립을 요구했던 미국 식민지의 〈리 결의안〉을 대륙회의에 제출한 것으로 유명한 정치인이다. 연합규약 하의 연합회의에서 제6대 의장을 맡았다. 리의 임기는 1784년 11월 30일에서 1785년 11월 22일까지였으며, 전임자는 토마스 미플린, 후임은 존 핸콕이었다. 리의 말기 삶은 미국 독립과 건국을 위해 헌신했다.

## 생애
리는 1732년 1월 20일에 버지니아 식민지에 있는 웨스트 모어 랜드 카운티의 스트랫 퍼드 농장에서 태어났다. 아버지는 토마스 리 대령(1690-1750), 어머니는 한나 해리슨 루드웰 리(1701-1750)였다. 1748년 16세의 나이에 리는 버지니아를 떠나 잉글랜드 요크셔로 갔다. 웨이크필드에 있는 퀸 엘리자베스 그래머 스쿨에서 정규교육을 받기 위해서였다.
1752년, 리는 버지니아로 돌아와 변호사의 수업을 시작했다.
1757년, 리는 웨스트 모어 랜드 카운티 민사 법원의 판사로 임명되었다. 1776년, 리는 버지니아 식민지 의회 의원으로 선출되었다. 여기에서 패트릭 헨리와 만나게 되었고, 두 사람은 많은 위원회를 주재하고 의안을 제출했다. 리는 초기의 여러 식민지에 있는 독립지향적 많은 식민지인들의 통신위원회를 조직하도록 유도한 사람 중 한 사람이다.
1774년 8월, 리는 필라델피아에서 열린 ‘제1차 대륙회의’의 대의원에 뽑혔다. 1775년, 리는 웨스트 모어 랜드 카운티 민병대 대령되었다. 1776년 6월 7일, 리는 영국에서 독립을 선언하는 결의안 (리 결의)을 대륙회의에 제출했다. 그 결의안은 다음과 같은 것다.
결의안 :이 식민지 연합체는 독립적인 국가이며, 그렇게 되어야 권리가 있다. 이 식민지는 영국 왕실에 대한 충성에서 해방되어야 한다. 이러한 식민지와 영국과의 모든 정치적 관계를 완전히 해소하고 또한 해결해야 할 것이다.

리가 아내의 병 때문에 대륙회의를 불참하게 되었기 때문에, 토마스 제퍼슨이 〈미국 독립 선언〉을 기초하게 되었다. 리 결의안은 7월 2일에 승인되어 이틀 뒤인 7월 4일 미국 독립 선언이 채택되었다.
리는 〈미국 독립 선언〉에 서명한 후, 1777년에 채택된 연합규약의 버지니아의 비준에 협력하여 1778년 7월 9일에 서명했다. 연합규약에 따라 연합회의에 대의원으로 참여하여, 그 의장을 맡았다. 하지만 강한 정부를 지향하는 연방주의에 반발, 미국 헌법에 서명하지 않았다. 리는 버지니아 선출 미국 상원의원이 되었지만, 임기 중반에서 사임하고 1794년 6월 19일에 죽었다.

## 역대 선거 결과
| 선거명      | 직책명                    | 대수 | 정당           | 득표율  | 득표수 | 결과 | 당락                     |
| ----------- | ------------------------- | ---- | -------------- | ------- | ------ | ---- | ------------------------ |
| 1789년 선거 | 상원의원 (버지니아 제2부) | 1대  | 반연방주의자당 | 100.00% | 1표    | 1위  | 버지니아주 상원의원 당선 |